# Izguba las
Izguba las, znana tudi kot alopecija ali plešavost, se tiče delne izgube las na glavi ali telesu. Po navadi je prizadeta najmanj glava. Izpadanje las je lahko različno resno. Lahko gre za majhno območje, prizadene pa lahko tudi celotno telo.  Običajno vnetje ali brazgotinjenje nista prisotna. izpadanje las  pri nekaterih ljudeh povzroča psihološko stisko.
Pogoste vrste so: moški vzorec izpadanja las, ženski vzorec izpadanja las, alopecija areata ter redčenje las, znano kot telogen effluvium. Vzrok za moški vzorec izpadanja las je kombinacija genetike in moških hormonov, vzrok za ženski vzorec ni jasen. Alopecia areata ima avtoimunske vzroke,  telogen effluvium pa je običajno posledica fizično ali psihološko stresnega dogodka. Telogen effluvium se pojavlja pogosto po nosečnosti.
Manj pogosti vzroki za izpadanje las brez vnetja in brazgotinjenja vključujejo puljenje las, nekatera zdravila, med drugim kemoterapijo, HIV/AIDS, hipotiroidizem, ter podhranjenost, med drugim zaradi pomanjkanja železa. Vzroki za izpadanje las, pri katerem pride do brazgotin ali vnetja, vključujejo glivične okužbe, lupus erythematosus, radioterapijo, in sarkoidozo. Diagnoza za izpadanje las delno temelji na prizadetih območjih.
Vzorčno izpadanje las se lahko preprosto zdravi tako, da se prizadeta oseba sprijazni s stanjem. Poseg, ki se lahko poizkusi, vključuje zdravila, kot sta  minoksidil ali finasterid, in operacijo presaditve las. Alopecija areata se lahko zdravi s steroidnimi injekcijami v prizadeto področje; da pride do vidnega učinka, pa jih je treba pogosto ponavljati. Izpadanje las je pogosten problem. Vzorčno izpadanje las pri starosti petdeset let prizadene približno polovico moških in četrtino žensk. Pri približno 2 % ljudi se enkrat v življenju pojavi alopecija areata.
Manj pogosti vzroki za izpadanje las brez vnetja in brazgotinjenja vključujejo puljenje las, nekatera zdravila, med drugim kemoterapijo, HIV/AIDS, hipotiroidizem, ter podhranjenost, med drugim zaradi pomanjkanja železa. Vzroki za izpadanje las, ki se pojavi z brazgotinjenje, pri katerem pride do brazgotin ali vnetja vključujejo glivične okužbe, lupus erythematosus, radioterapijo, in sarkoidozo. Diagnoza za izpadanje las delno temelji na prizadetih območjih.